# Fredrik Andersson Hed
För andra betydelser, se Fredrik Andersson.
Fredrik Andersson Hed, född Andersson den 20 januari 1972 i Halmstad, död 24 oktober 2021 i Halmstad, var en svensk golfspelare. Han gick under namnet Fredrik Andersson fram tills han gifte sig 2004 och då lade till sin hustrus efternamn.
Andersson Hed var aktiv som professionell golfspelare mellan 1992 och 2015 och vann under den perioden tre tävlingar:
- European Tour: BMW Italian Open 2010, Royal Park I Roveri, Italien
- European Challange Tour: Le Touquet Challenge de France 2000, Frankrike
- Telia Tour: Toyota DPGA Championship 1993, Danmark

Han spelade totalt 8 st Major-tävlingar där en delad 50:e plats i Brittish Open 2002 blev den bästa placeringen.
Efter karriären var han golfkommentator på SVT.